# Камискалинський сільський округ (Алакольський район)
Камиска́линський сільський округ (каз. Қамысқала ауылдық округі, рос. Камыскалинский сельский округ) — адміністративна одиниця у складі Алакольського району Жетисуської області Казахстану. Адміністративний центр — село Камискала.
Населення — 841 особа (2021; 930 у 2009, 1830 у 1999, 1342 у 1989).
Станом на 1989 рік існувала Рибача сільська рада (села Алаколь, Рибаче, Уяли).

## Склад
До складу округу входять такі населені пункти:
| Населений пункт | Населення, осіб (1989) | Населення, осіб (1999) | Населення, осіб (2009) | Населення, осіб (2021) |
| --------------- | ---------------------- | ---------------------- | ---------------------- | ---------------------- |
| Алаколь, село   | 88                     | 97                     | 52                     | 32                     |
| Камискала, село | 1164                   | 1733                   | 878                    | 809                    |
| Уяли, село      | 90                     | -                      | -                      | -                      |